# Dobra
Dobra je hrvatska rijeka ponornica. Izvire iz dva izvora: kod Bukova vrha i kod Skrada (selo Gornja Dobra kraj stare ceste Zagreb – Rijeka). Duljine je 107,9 km i porječja površine 900 km². Dobra se sastoji od tri svojstvena dijela toka. Od izvora do Đulinog ponora u Ogulinu, ima naziv Gornja Dobra ili Ogulinska Dobra, te duljinu od 51,2 kilometra. Nakon poniranja prolazi podzemljem kroz špiljski sustav Đula – Medvedica (dugačak preko 16 kilometara), te ponovno izvire kraj sela Gojak, po kojem se nekad naziva i Gojačka Dobra, te se koristi za Hidroelektranu Gojak. Nakon HE Gojak naziva se uglavnom Donja Dobra. Nakon 52,1 kilometra toka utječe u Kupu uzvodno od Karlovca. Ukupna duljina rijeke Dobre je 107,9 kilometara.
Rijeka Dobra bogata je ihtio i ornitofaunom. Gornja i Donja rijeka Dobra obiluju ribljim vrstama: potočna i kalifornijska pastrva, lipljan, klen, mrena, uklija, šaran i linjak u Gornjoj Dobri, a Donja Dobra je jedna od rijetkih hrvatskih rijeka u kojoj se može naći i mladica, ali i štuka, klen, plotica i mrena. Dobra ima dvije vodenice koje su još uvijek u funkciji, na njoj se nalazi Hidroelektrana Gojak koja je u funkciji,  i Hidroelektrana Lešće je puštena u pogon godine 2010. Pritoka je rijeke Kupe.

## Gornja Dobra ili Ogulinska Dobra
Gornja Dobra ili Ogulinska Dobra je tipična bujična voda s naglim i velikim promjenama protoka, a prosječni pad je 1,4%. Kod Vrbovskog se priključuje mala rijeka Kamačnik. Do 1957. Dobra je ponirala u Đulinom ponoru, jedinstvenom spomeniku prirode u samom gradu Ogulinu. Izradnjom Hidroelektrane Gojak, rijeka Gornja Dobra (1,5 kilometar uzvodno od Đulinog ponora) prelivnom je branom skrenuta u sistem koji napaja turbine HE Gojak i stvoreno je umjetno jezero Bukovnik. Od brane do Đulinog ponora korito je ispunjeno vodom koja se povremeno za visokih kiša slijeva preko brane. U Gornjoj Dobri možemo pronaći sljedeće riblje vrste: potočna pastrva (lat. Salmo trutta), kalifornijska pastrva (Oncorhynchus mykiss), lipljan (Thymallus thymallus), dvoprugasta uklija (Alburnoides bipunctatus), klen (Squalius cephalus), peš (Cottus gobio) i pijor (Phoxinus phoxinus).

### Umjetno jezero Bukovnik
Bukovnik je umjetno jezero koje se nalazi na rijeci Dobri (Gornja Dobra ili Ogulinska Dobra), nešto prije nego što ponire u Đulinom ponoru. Naime, negdje oko jedan kilometar udaljeno od centra Ogulina na rijeci Dobri je podignuta brana, te je na taj način stvoreno još jedno umjetno jezero. Iz tog jezera se kanalima dugima i do 30 kilometara voda odvodi do Hidroelektrane Gojak, gdje pomoću nje dobivamo električnu energiju. Na jezeru Bukovnik je dozvoljen ribolov je tokom cijele godine uz poštovanje lovostaja za pojedine vrste ribe: kalifornijska pastrva, šaran, linjak i amur.

### Špiljski sustav Đulin ponor – Medvedica
Đulin ponor i špilja Medvedica su povezani u jedan podzemni špiljski sustav s ukupnom vodoravnom duljinom kanala 16 396 metara. Ulazni dijelovi ovog sustava (Đula, Medvedica, Badanj) poznati su još od davnina. Prva istraživanja izveli su Josip Poljak (1926.) i Mirko Malez (1956. – 1957.). Detaljna istraživanja ovog špiljskog sustava organizirao je Marijan Čepelak i Speleološki odsjek PDS Velebit (Zagreb) od 1984. do 1987. Visinska razlika između najviše i najniže točke je 83,5 metara. Prosječna temperatura u špiljskom sustavu Đula-Medvedica je 9 ºC. Špiljski sustav je podijeljen u 3 glavna dijela. Prvi dio čini labirint kanala između Đulinog ponora i ulaznih dijelova špilje Medvedice. Ulaz u Medvedicu je 310 metara daleko od ulaza u Đulin ponor. Tijekom perioda niskog vodostaja, ovo je suhi dio špilje. Ovaj dio špiljskog sustava je neka vrsta filtera rijeke Dobre i glavni uzrok poplava. U drugom dijelu nazvanom Velika pletenica nalazi se glavni kanal u smjeru sjevera. To je najizduženiji dio špilje s nekoliko vodopada i jezera, ali i dio koji je poprilično onečišćen. Treći dio špiljskog sustava čini nekoliko velikih kanala koji čine jaki vodeni tok u smjeru jugozapad-sjeveroistok. Za razliku od prva dva dijela, u ovom dijelu nisu uočena jača zagađenja i voda je dosta čista.
Budući da se radi o aktivnom objektu s vodenim tokovima, špiljski ukrasi nisu mnogobrojni. Dosta su česti erozivni oblici poput vrtložnih formi. Nivo vode se često vrlo brzo diže kao posljedica jakih kiša ili topljenja snijega. Dok je voda visoka (kada se ispušta voda iz Hidroelektrane Gojak), veći dio špilje je potpuno potopljen vodom. Najistočniji dio špilje završava sifonom te ukazuje na to da dio vodenih tokova podzemne rijeke Dobre teče prema izvoru Bistrac. Glavni smjer kanala i vodenih tokova u špilji Medvedici je u pravcu sjevera, u istom smjeru kao i Gojačka Dobra. Najjači vodeni tok u trećem dijelu špilje dolazi iz smjera ponora površinske Dobre u Okruglici i Hreljinu.

## Gojačka Dobra
Prolazeći uz tunel Hidroelektrane Gojak koji joj glavninu vode s vodama Zagorske Mrežnice akumulira u umjetnom jezeru Bukovnik, nakon probijanja višekilometarskim podzemljem od Đulina ponora, Dobra provire iz špilje kod sela Gojaka i dobiva naziv Gojačka Dobra. Velik tunel istoimene hidroelektrane mukotrpno su izgradili politički zatvorenici, zapravo neistomišljenici Titovog socijalizma. Nekoliko stotina metara od izlaza iz toga drugoga izvora Dobru upravo presijeca potok Bistrac, tako da je ona ovdje uska samo nekoliko metara. Na to poznato mjesto zvano Sastavci rado su godinama dolazili ribari na lov velikih lipljana kojih je bilo u Bistracu i odakle počinje lov glavatica. 
Iznad mosta lijevo na uzvisini smjestilo se selo Trošmarija koje je fonetizirano njemačko ime Marija Trost, u kojem je sagrađeno manje svetište Majke Božje Lurdske, uz crkvu iz 18. stoljeća koja je pak sagrađena 300 metara blizu mjesta starog svetišta koje su Turci spalili u 15. stoljeću. Tu se spaja s Dobrom drugi jači potok Ribnjak. 

### Hidroelektrana Gojak
Hidroelektrana Gojak ili HE Gojak je protočna (točnije akumulacijsko/protočna) hidroelektrana koja ima brane na rijekama Ogulinskoj Dobri i Zagorskoj Mrežnici, a strojarnicu na Gojačkoj Dobri. Prema planovima na rijeci Dobri bi trebalo biti 5 hidroelektrana, a uz HE Gojak je 2010. puštena u rad i HE Lešće. Ukupna instalirana snaga HE Gojak je 55,5 MW (3 Francisove turbine x 18,5 MW iz 1959. i obnovljene 2006.). Raspoloživi konstruktivni pad vode je 118 metara. Ukupni instalirani volumni protok je 57 m3/s (3 x 19 m3/s). Srednja godišnja proizvodnja električne energije je 191 GWh, dok je masimalna proizvodnja bila 280 GWh (2010.). HE Gojak je puštena u pogon 1959.

## Donja Dobra
Nakon izlaza iz HE Gojak, od voda Gornje Dobre i Zagorske Mrežnice (akumulirane u jezeru Sabljaci cijevima usmjerena na hidroelektranu), stvara se Donja Dobra. Protiče surovim krajem, nepristupačnih obala, visokih strmih litica i jedinstvene ljepote. Nizvodno od mosta u mjestu Trošmarija, nastavlja se teško pristupačni klanac dug oko 13 kilometara, s 15 manjih ili većih slapova i brzaka. Rijeka je široka od 15 do 25 metara, kod srednjeg vodostaja do 4 metra dubine. Dno je izrazito neravno i nepravilno, s naglim izdignućima, kanalima i rupama. Razlog tome je tektonski rasjed koji se prostire cijelim koritom. Nažalost, izgradnjom nove Hidroelektrane Lešće na rijeci Donjoj Dobri, veliki dio ove ljepote poplavljen je i uništen te je stvoreno umjetno jezero HE Lešće.
Prije izgradnje HE Lešće, u Donjoj Dobri mogle su se naći sljedeće vrste ribe: plotica (Rutilus pigus), mrena (Barbus barbus), klen (Squalius cephalus), podust (Chondrostoma nasus), mladica (Hucho hucho), štuka (Exos lucius), dvoprugasta uklija (Alburnoides bipunctatus), peš (Cottus gobio), potočna pastrva (Salmo Trutta) i lipljan (Thymallus thymallus). Donja Dobra bila je jedina Hrvatska rijeka u kojoj obitava mladica – glavatica (Hucho Hucho). Taj najveći salmonid, dunavski losos, najcjenjenija je i najatraktivnija vrsta. Njezino obitavalište i zona mrijesta bilo je od Gojaka nizvodno do Lešća, na duljini od oko 15 km riječnog toka.

### Hidroelektrana Lešće
Hidroelektrana Lešće ili HE Lešće je prva hidroelektrana izgrađena u Hrvatskoj od kada je Hrvatska postala samostalna država. Planovi za njenu gradnju su postojali još od 1980-tih godina, a po njima je Lešće trebala biti druga od 5 planiranih hidroelektrana na rijeci Dobri (prva je Hidroelektrana Gojak izgrađena još 1959.). Prema studiji Elektroprojekta d.o.o. iz 1995. procijenjeno je da bi cijela izgradnja hidroelektrane trebala koštati oko 90 milijuna američkih dolara, što je na kraju i bila cijena glavnog dijela izgradnje projekta (oko 440 milijuna kuna). Ukupna investicija je na kraju ipak narasla do astronomskih 700 milijuna kuna pri puštanju u probni pogon u rujnu 2010.

## Vanjske poveznice
- Hrvatski turistički magazin – Dobra